# Bradley McIntosh
Bradley John McIntosh né le 8 août 1981 dans le quartier londonien de Lambeth est un chanteur et acteur anglo-jamaicain. Il était membre du groupe S Club 7 jusqu'à sa séparation en 2003 dont il a exprimé le regret. Il avait d'ailleurs écrit beaucoup des chansons des albums Sunshine et Seeing Double.
Depuis la séparation du groupe, Bradley se concentre surtout sur l'écriture de ces genres de musique et souhaite aider de nouveaux groupes et chanteurs.
En 2008, il se réunit avec Jo O'Meara et Paul Cattermole, deux anciens membres des S Club 7 afin de faire renaître le groupe sous le nom de S Club 3.

## Carrière

### 1999-2003: Carrière avec S Club
Le groupe a connu la gloire grâce à leur propre série télévisée du même nom en 1999, et a été largement référencé comme avoir été une inspiration pour la nouvelle génération de séries musicales pour adolescents comme High School Musical et Glee. Au cours des cinq années où les membres étaient ensemble, S Club 7 avait quatre singles n°1 au Royaume-Uni, un album n°1 au Royaume-Uni, des hits dans toute l'Europe, y compris un single dans les top 10 aux États-Unis, en Asie, en Amérique Latine, et en Afrique. Le groupe a enregistré un total de quatre albums studio, sorti onze singles, et a vendu plus de quatorze millions d'albums dans le monde entier. Leur premier album, S Club, avait un son pop fort des années 1990, similaire à de nombreux artistes de leur temps. Tout au long de leur carrière, leur approche musicale a changé à un peu plus de danse et de son RnB, qui est surtout entendu dans leur dernier album, Seeing Double. S Club 7 a remporté deux Brit Awards - en 2000 pour révélation britannique et en 2002 pour le meilleur single britannique. En 2001, le groupe a obtenu le Record of The Year award. Le membre Paul Cattermole a quitté le groupe en 2002, et le groupe a changé son S Club 7 en tout simplement S Club. Le 21 avril 2003, lors d'une performance en direct sur scène, S Club a annoncé qu'ils allaient se dissoudre.

### 2004-07: carrière avec Upper Street
En 2006, McIntosh a joué dans un show MTV, appelé Totally Boyband. Les autres participants étaient des membres de groupes séparés. Il est devenu membre d'un boys band, Upper Street composé de membres d'ex-groupes. Ils ont sorti leur premier et unique single, "The One", en 2006, mais n'a pas été un succès commercial et a été 35e dans le UK Singles Chart. Aussi, en 2006, il participe à Celebrity Sport Relief Boxing contre Jack Osbourne.

### 2008-présent: retour à S Club
Depuis novembre 2008, McIntosh a fait des performances dans plusieurs boites de nuits, universités, et camps de vacances Butlins à travers le Royaume-Uni avec ses compagnons Jo O'Meara et Paul Cattermole. Il a également écrit et produit des chansons avec comme pseudonyme City Boy pour des artistes, comme JLS, Gak Jonze, et Mutya Buena.
En 2014, le S Club 7 se reforme le temps d'une représentation pour la BBC Children in Need où ils interprètent un medley de leurs plus grands hits.
En 2015, le groupe fait son grand retour sur scène à l'occasion d'une tournée au Royaume-Uni intitulé : Bring It All Back – 2015 Arena Tour.
Février 2023, le groupe annonce qu'une tournée est prévue à l'occasion des 25 ans de S Club 7 à l'automne 2023.
Celle-ci se fera sans Paul Cattermole , décédé en avril 2023 des suites de problèmes cardiaques et sans Hannah Spearritt qui décide de ne plus y participer.
Les membres du groupe lui dédient cette tournée appelée Good Times Tour, référence à une chanson interprétée par Paul, un hommage lui est rendu lors de chaque représentation.

## Vie privée
Né dans le Sud de Londres, il a étudié au Lycée Greenshaw. McIntosh est né de parents travaillant dans le domaine de la musique, tous deux jamaïcains (Lorraine et Steve McIntosh, tous deux devenus célèbres avec The Cool Notes).

## Filmographie

### Serie télévisée
- 1999 - 2003 : S Club 7 : Bradley McIntoch

### Films
- 2003 : Seeing Double de Nigel Dick : Bradley McIntoch

## Discographie

### Avec le S Club 7
- S Club (1999)
- 7 (2000)
- Sunshine (2001)
- Seeing Double (2002)
- Best - The Greatest Hits Of S Club 7 (2003)